# İpşiri Mustafa Pascià
İpşiri Mustafa Pascià (in turco ottomano:  ابشير مصطفى پاشا; 1607 – Istanbul, 11 maggio 1655) è stato un politico ottomano di origine abaza.
Era un parente di Abaza Mehmed Pascià, con il quale è cresciuto.
Quando Abaza era beilerbei di Aleppo gli fece conferire il governo del Sangiaccato di Tarso (1617). Combatté con Abaza Mehmed contro il beilerbei di Diyarbekir Murtaza Pascià, e poi fu con lui in Bosnia e Belgrado durante  Guerra polacco-ottomana (1633-1634) e ad Istanbul fino a quando Abaza Mehmed fu giustiziato il 24 agosto 1634.
Fu poi ammesso al servizio del palazzo e ascese e intorno al 1640-1644 fu governatore di Buda, Silistra, Marash, Van, Karaman e Temesvar. Prese parte alla rivolta di Koca Dervish Mehmed Pascià nel 1646 ma fu graziato e nominato beilerbei d'Anatolia, essendo stato considerato il migliore in grado di soffocare le ribellioni della zona. Nel 1650 introdusse la discordia tra i drusi. Evitò di essere mandato a combattere il suo amico Abaza Hasan Pascià, combattendo contro quello che era l'ex bandito Katirdji Oghlu, che fu respinto (finalmente Abaza si sottomise in cambio del titolo di voivoda dei turkmeni, ma fu poi imprigionato). Come governatore di Damasco fu sconfitto da Mulhim ibn Yunus, l'emiro druso della dinastia Ma'n sul Monte Libano, in una battaglia nella valle di Qarnana nel novembre 1650.
Passò ai ribelli celali e il 17 settembre 1651 occupò Ankara ed arrivò fino a Eskişehir. Progettò di porre fine all'influenza degli Agha nella capitale, favorire gli Sipahi e sottomettere i Drusi, cose che gli portarono un folto gruppo di sostenitori. Infine con un compromesso fu nominato governatore di Aleppo (1652) dove iniziò la sua opera riformista con l'appoggio dei governatori dei territori vicini, ma senza ottenere l'appoggio del popolo, a causa delle alte tasse; rifiutò il suggerimento di Istanbul di ridurre le sue truppe.
Per fermare la minaccia dei celali fu nominato Gran Visir nell'ottobre 1654 e il sigillo fu inviato ad Aleppo; poi pubblicò il suo programma di riforme e annunciò che prima di tornare a Istanbul doveva risolvere i problemi della frontiera orientale. La Porta lo chiamò ripetutamente e infine lasciò Aleppo in dicembre e durante il viaggio attraverso l'Anatolia distribuì diverse Mukataa (feudi) tra i suoi sostenitori e nominò anche vari funzionari nei luoghi in cui il visir precedenti avevano spesso comprato il governo, asserendo che i suoi incaricati erano più onesti; alcuni governatori accusati di appropriazione indebita furono addirittura giustiziati.
Alla fine di febbraio 1655 arrivò ad Istanbul ed entrò nel Palazzo e dopo un colloquio con il Sultano si convinse che la sua nomina non fosse stata un modo per attirarlo a sé. Sposò poi Ayşe Sultan, figlia del defunto sultano Ahmed I, e iniziò a intraprendere un'azione radicale.
Gli Sipahi, che non ottennero ciò che si aspettavano, si allearono con i giannizzeri. Il 10 maggio 1655 scoppiò una rivolta dei giannizzeri e İpşiri fu catturato e giustiziato il giorno successivo (11 maggio 1655).